# Concattedrale di Santa Maria Assunta (Montalto delle Marche)
La chiesa di Santa Maria Assunta è il duomo di Montalto delle Marche ed una delle due concattedrali della diocesi di San Benedetto del Tronto-Ripatransone-Montalto. Nel 1965 è stata elevata alla dignità di basilica minore da papa Paolo VI.

## Storia e descrizione
La diocesi di Montalto fu fondata da papa Sisto V nel 1586 e l'esistente chiesa di Santa Maria ad collem fu eretta a cattedrale provvisoria. I lavori di costruzione di una nuova e più grande cattedrale iniziarono il 30 maggio 1589 con la posa della prima pietra: architetto dei progetti iniziali fu Girolamo Rainaldi. Alla morte di papa Sisto (1590) era quasi completata la cripta, ma ancora molto c'era da fare ed i lavori durarono per almeno un altro secolo. Alla fine del XVII secolo fu data l'agibilità e si poté iniziare ad officiare nella nuova cattedrale, benché incompiuta. Ad Annibale Carracci fu commissionata la Madonna di Montalto, oggi conservata a Bologna. A metà del Seicento fu costruita la scala che collegava la cripta, a pianta a croce greca, con la chiesa superiore, a croce latina con tre navate e dodici cappelle laterali. Nei secoli successivi ogni vescovo diede il proprio contributo per migliorare e completare l'edificio sacro. Il fonte battesimale, per esempio, risalente al 1652, venne collocato nell'attuale sede solo nel 1967.